# Lotus Mk2

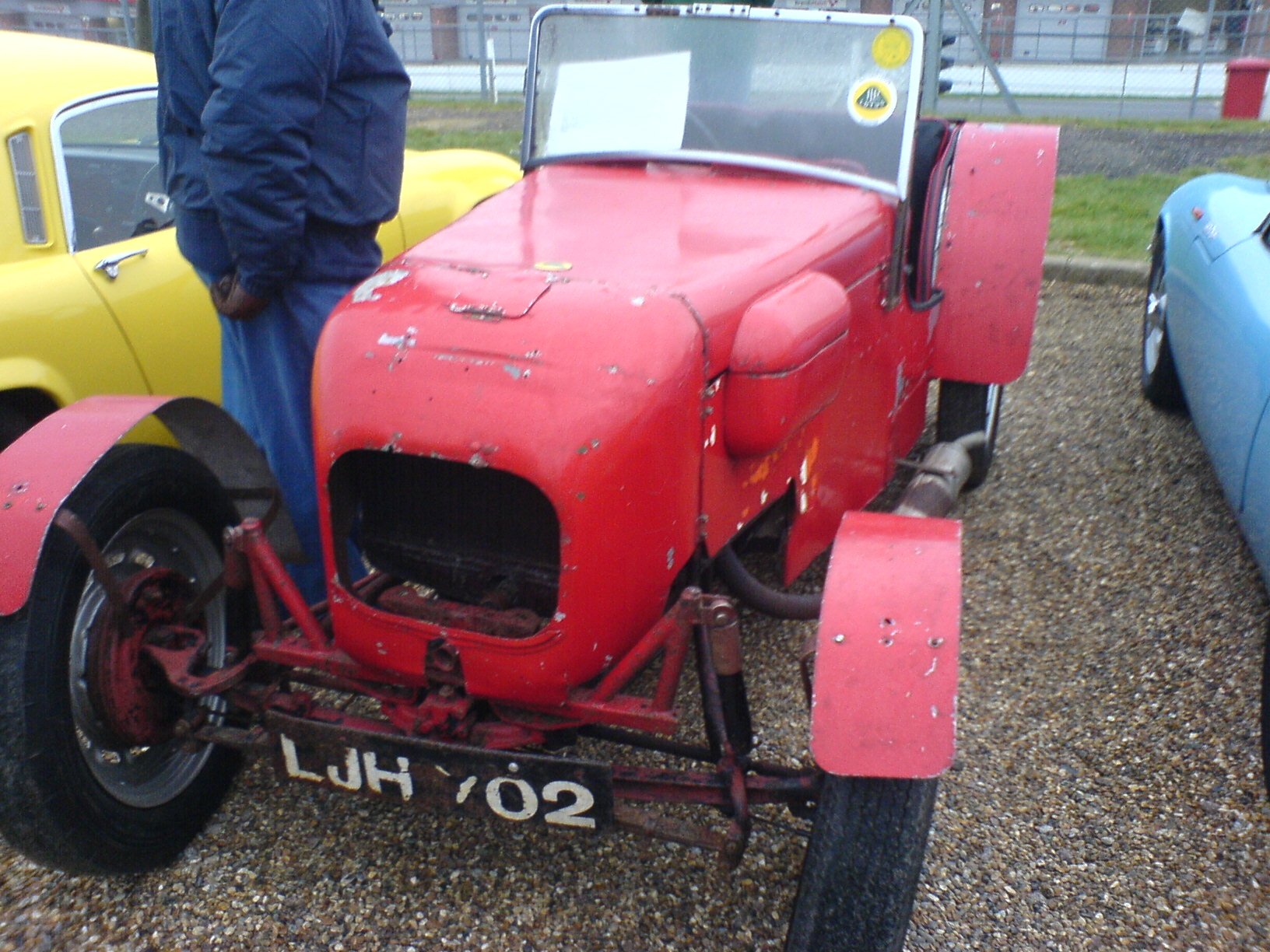
La Lotus Mark II

La Lotus Mark II è stata la seconda vettura da competizione progettata e costruita da Colin Chapman che la realizzò nel 1949 mentre era un militare nella Royal Air Force.
Anche questa seconda vettura utilizzava il telaio della Austin 7. Questa volta però il telaio era stato modificato e venne dotato di longheroni scatolati e di traverse tubolari più resistenti. L'assale posteriore rimase quello della Austin 7. 
Per il motore e la trasmissione Chapman utilizzò dei componenti Ford, prima Ford 8 e in seguito Ford 10. Il motore era un quattro cilindri a valvole laterali di 1.172 cm³ di cilindrata e venne elaborato nei limiti permessi dalle regole. Per poter montare degli pneumatici più larghi vennero utilizzati dei cerchioni Ford in acciaio stampato. La carrozzeria aveva forme affusolate con il muso arrotondato. I parafanghi erano piuttosto rudimentali e del tipo da bicicletta. 

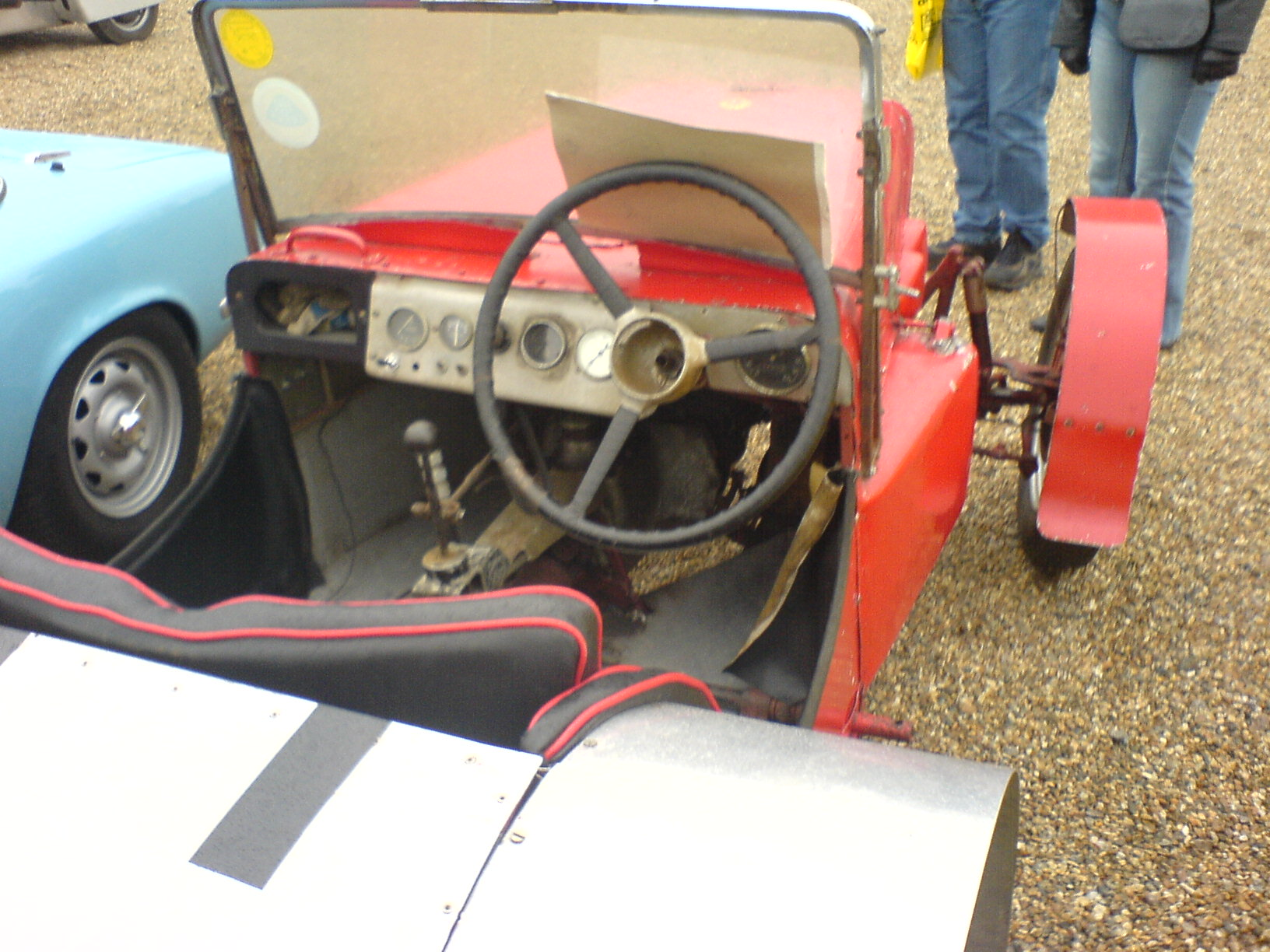
L'abitacolo della Mark II

Alla fine la vettura si dimostrò molto competitiva sia nelle gare trial che in circuito. Chapman la utilizzò nelle gare organizzate dal 750 Motor Club ed a Silverstone vinse la sua classe convincendo Chapman a progettare vetture per questo tipo di competizioni piuttosto che per le gare trial.